# Elasmus striptogasteri
Elasmus striptogasteri är en stekelart som beskrevs av Husain och Kudeshia 1989. Elasmus striptogasteri ingår i släktet Elasmus och familjen finglanssteklar. Inga underarter finns listade i Catalogue of Life.